# Ehrennadel der Armeesportvereinigung „Vorwärts“

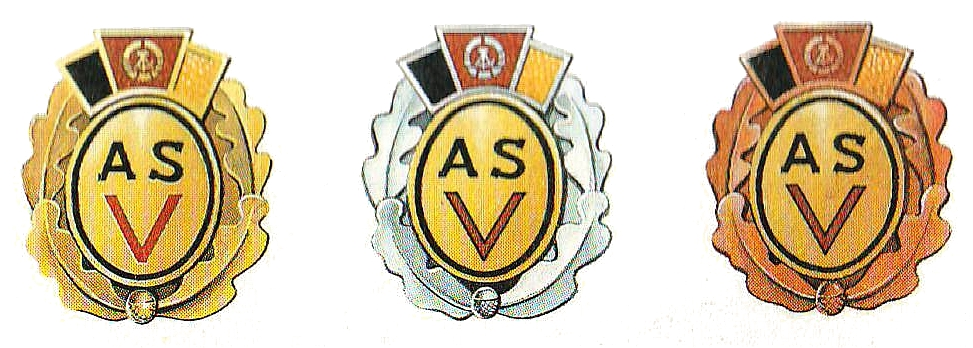
Ehrennadel des ASV Vorwärts

Die Ehrennadel der Armeesportvereinigung Vorwärts war in der Deutschen Demokratischen Republik (DDR) eine im Fachbereich des Ministeriums für Nationale Verteidigung verliehene nichtstaatliche Auszeichnung, die 1963 in drei Stufen eingeführt wurde.

## Aussehen und Trageweise
Die Ehrennadel ist oval, 25 mm hoch, 21 mm breit und besteht aus Buntmetall. Die je nach Verleihung bronzene, silberne oder vergoldete Nadel zeigt auf ihrer Vorderseite mittig das Emblem der Armeesportvereinigung Vorwärts und die darüber liegende quer dargestellte Staatsflagge der DDR. Diese wird in der Form von drei nebeneinander gesetzten Quadraten dargestellt, die, von links beginnend, schwarz-rot-gold emailliert sind. Im mittigen Quadrat ist das Staatswappen der DDR zu sehen. Umschlossen wird das ASV-Symbol dabei von einem Eichenlaubkranz, der aus zwei unten gekreuzten Eichenlaubzweigen mit zwei Eichenlaubblättern besteht. Die Mitte wird von einer Eichel zusammengehalten. Die Rückseite zeigt eine querverlötete waagerechte Nadel mit Gegenhaken. Ab 1976 wurden die farbigen Applikationen nicht mehr emailliert, sondern lackiert und anschließend mit Polyesterharz überzogen.